# Jaouad Syoud
Jaouad Syoud (arab. ‏جواد صيود‎, ur. 17 września 1999 w Konstantynie) – algierski pływak specjalizujący się w stylu motylkowym i stylu zmiennym. Wielokrotny złoty medalista mistrzostw Afryki i igrzysk afrykańskich, trzykrotny medalista igrzysk śródziemnomorskich, wielokrotny mistrz igrzysk panarabskich i solidarności islamskiej. Uczestnik mistrzostw świata (Gwangju 2019, Doha 2024) oraz igrzysk olimpijskich (Paryż 2024).

## Przebieg kariery
W 2017 roku uczestniczył w juniorskich mistrzostwach świata, najlepszy rezultat osiągnął w konkurencji 200 m st. zmiennym, zawody w której ukończył na 10. miejscu. Rok później wziął udział w mistrzostwach świata na basenie 25-metrowym, w ich ramach zajął 30. miejsce w zawodach w konkurencji 200 m st. zmiennym. W 2019 roku uczestniczył w mistrzostwach świata na basenie 50-metrowym, w ramach których zawody w konkurencji 200 m st. zmiennym zakończył na 27. miejscu, natomiast zawody w konkurencji 400 m tym samym stylem ukończył na 30. miejscu – oba starty zakończył w fazie eliminacji. Podczas igrzysk afrykańskich rozgrywanych w Rabacie zdobył cztery medale, w tym dwa złote (w konkurencjach 200 m st. motylkowym oraz 200 m st. zmiennym).
W 2021 roku startował na mistrzostwach Afryki, podczas których wywalczył dwa tytuły mistrzowskie (w konkurencji 100 m st. motylkowym i 200 m st. zmiennym) oraz sięgnął po brązowy medal w konkurencji 100 m st. klasycznym. Został zgłoszony do startu na mistrzostwach świata na basenie 25-metrowym rozgrywanych w Abu Zabi, ostatecznie z niewyjaśnionych jak dotąd przyczyn nie wziął udziału w żadnej z czterech konkurencji (100 i 200 m st. motylkowym oraz 100 i 400 m st. zmiennym). W 2022 roku na rozgrywanych w Tunisie mistrzostwach Afryki zdobył łącznie siedem złotych medali (sześć indywidualnie, jeden tytuł wywalczył w sztafecie), ponadto sięgnął po złote medale igrzysk śródziemnomorskich i igrzysk solidarności islamskiej.
W czasie igrzysk panarabskich rozgrywanych w Oranie zdobył jedenaście złotych medali. W lipcu 2023 roku Algierska Federacja Pływacka prosiła algierskiego pływaka, aby przyleciał on na pływackie mistrzostwa globu w Fukuoce, posługując się zagranicznym paszportem. Zawodnik odrzucił taką prośbę, jednocześnie za wypowiedź ją wychwalającą został zawieszony prezes federacji pływackiej Hakim Boughadou. Syoud na czempionacie w Fukuoce miał początkowo wystąpić w sześciu różnych konkurencjach. Algierska Federacja Pływacka zdecydowała później, że wystąpi w zaledwie dwóch – 100 m st. motylkowym i 200 m st. zmiennym (pierwotnie Syoud miał wystąpić też w konkurencji 100 m st. klasycznym, 50 m i 200 m st. motylkowym oraz 400 m st. zmiennym). Ostatecznie pływak nie wziął udziału w żadnej z konkurencji.
Podczas rozgrywanych w Akrze igrzysk afrykańskich zdobył dziewięć medali, w tym złote medale w konkurencjach: 50 m i 200 m st. klasycznym oraz 200 i 400 m st. zmiennym. Był sportowcem, który na tych igrzyskach wywalczył największą liczbę krążków. Podczas igrzysk olimpijskich w Paryżu wystąpił jedynie w konkurencji 200 m st. zmiennym, zawody w której zakończył w fazie półfinałowej (z czasem 2:00,13 zajął 8. miejsce w swojej grupie oraz 15. miejsce w gronie wszystkich półfinalistów).

## Osiągnięcia
| Rok  | Zawody                                           | Miasto       | Miejsce | Konkurencja            | Wynik   | Źródło |
| ---- | ------------------------------------------------ | ------------ | ------- | ---------------------- | ------- | ------ |
| 2017 | Mistrzostwa świata juniorów                      | Indianapolis | 24. H   | 50 m st. dowolnym      | 23,37   | [ 10 ] |
| 2017 | Mistrzostwa świata juniorów                      | Indianapolis | 22. H   | 50 m st. motylkowym    | 25,07   | [ 10 ] |
| 2017 | Mistrzostwa świata juniorów                      | Indianapolis | 29. H   | 100 m st. motylkowym   | 55,55   | [ 10 ] |
| 2017 | Mistrzostwa świata juniorów                      | Indianapolis | 10. H   | 200 m st. zmiennym     | 2:03,34 | [ 10 ] |
| 2017 | Mistrzostwa świata juniorów                      | Indianapolis | 20. H   | 400 m st. zmiennym     | 4:28,76 | [ 10 ] |
| 2018 | Mistrzostwa świata w pływaniu (basen 25 m)       | Hangzhou     | 30. H   | 200 m st. zmiennym     | 2:00,10 | [ 11 ] |
| 2019 | Mistrzostwa świata                               | Gwangju      | 27. H   | 200 m st. zmiennym     | 2:01,76 | [ 12 ] |
| 2019 | Mistrzostwa świata                               | Gwangju      | 30. H   | 400 m st. zmiennym     | 4:28,65 | [ 13 ] |
| 2019 | Igrzyska afrykańskie                             | Rabat        | 4.      | 100 m st. motylkowym   | 53,95   | [ 14 ] |
| 2019 | Igrzyska afrykańskie                             | Rabat        | złoto   | 200 m st. motylkowym   | 2:01,01 | [ 14 ] |
| 2019 | Igrzyska afrykańskie                             | Rabat        | złoto   | 200 m st. zmiennym     | 2:02,49 | [ 14 ] |
| 2019 | Igrzyska afrykańskie                             | Rabat        | 5.      | 400 m st. zmiennym     | 4:31,50 | [ 14 ] |
| 2019 | Igrzyska afrykańskie                             | Rabat        | 4.      | 4 × 100 m st. dowolnym | 3:27,72 | [ 14 ] |
| 2019 | Igrzyska afrykańskie                             | Rabat        | brąz    | 4 × 100 m st. zmiennym | 3:43,47 | [ 14 ] |
| 2019 | Igrzyska afrykańskie                             | Rabat        | brąz    | 4 × 100 m st. dowolnym | 3:39,82 | [ 14 ] |
| 2021 | Mistrzostwa Afryki                               | Akra         | brąz    | 100 m st. klasycznym   | 1:03,10 | [ 15 ] |
| 2021 | Mistrzostwa Afryki                               | Akra         | 4. H    | 50 m st. motylkowym    | 24,79   | [ 15 ] |
| 2021 | Mistrzostwa Afryki                               | Akra         | złoto   | 100 m st. motylkowym   | 52,89   | [ 15 ] |
| 2021 | Mistrzostwa Afryki                               | Akra         | złoto   | 200 m st. zmiennym     | 2:02,46 | [ 15 ] |
| 2021 | Mistrzostwa Afryki                               | Akra         | 7. H    | 400 m st. zmiennym     | 5:09,74 | [ 15 ] |
| 2022 | Igrzyska śródziemnomorskie                       | Oran         | 8.      | 50 m st. motylkowym    | 24,27   | [ 16 ] |
| 2022 | Igrzyska śródziemnomorskie                       | Oran         | srebro  | 100 m st. motylkowym   | 52,38   | [ 16 ] |
| 2022 | Igrzyska śródziemnomorskie                       | Oran         | brąz    | 200 m st. motylkowym   | 1:58,37 | [ 16 ] |
| 2022 | Igrzyska śródziemnomorskie                       | Oran         | złoto   | 200 m st. zmiennym     | 1:58,83 | [ 16 ] |
| 2022 | Igrzyska solidarności islamskiej                 | Konya        | 1. H    | 50 m st. grzbietowym   | 26,04   | [ 17 ] |
| 2022 | Igrzyska solidarności islamskiej                 | Konya        | 4.      | 100 m st. motylkowym   | 53,84   | [ 17 ] |
| 2022 | Igrzyska solidarności islamskiej                 | Konya        | srebro  | 200 m st. motylkowym   | 2:00,65 | [ 17 ] |
| 2022 | Igrzyska solidarności islamskiej                 | Konya        | złoto   | 200 m st. zmiennym     | 2:00,91 | [ 17 ] |
| 2022 | Igrzyska solidarności islamskiej                 | Konya        | złoto   | 400 m st. zmiennym     | 4:23,34 | [ 17 ] |
| 2022 | Mistrzostwa Afryki                               | Tunis        | DNS H   | 50 m st. grzbietowym   | N/A     | [ 5 ]  |
| 2022 | Mistrzostwa Afryki                               | Tunis        | złoto   | 50 m st. klasycznym    | 28,00   | [ 5 ]  |
| 2022 | Mistrzostwa Afryki                               | Tunis        | złoto   | 100 m st. klasycznym   | 1:01,18 | [ 5 ]  |
| 2022 | Mistrzostwa Afryki                               | Tunis        | złoto   | 200 m st. klasycznym   | 2:13,37 | [ 5 ]  |
| 2022 | Mistrzostwa Afryki                               | Tunis        | 5. H    | 50 m st. motylkowym    | 24,64   | [ 5 ]  |
| 2022 | Mistrzostwa Afryki                               | Tunis        | srebro  | 100 m st. motylkowym   | 53,94   | [ 5 ]  |
| 2022 | Mistrzostwa Afryki                               | Tunis        | złoto   | 200 m st. motylkowym   | 1:58,98 | [ 5 ]  |
| 2022 | Mistrzostwa Afryki                               | Tunis        | złoto   | 200 m st. zmiennym     | 2:00,05 | [ 5 ]  |
| 2022 | Mistrzostwa Afryki                               | Tunis        | złoto   | 400 m st. zmiennym     | 4:22,08 | [ 5 ]  |
| 2022 | Mistrzostwa Afryki                               | Tunis        | srebro  | 4 × 100 m st. dowolnym | 3:26,51 | [ 5 ]  |
| 2022 | Mistrzostwa Afryki                               | Tunis        | złoto   | 4 × 100 m st. zmiennym | 3:42,05 | [ 5 ]  |
| 2022 | Mistrzostwa Afryki                               | Tunis        | srebro  | 4 × 100 m st. dowolnym | 3:38,98 | [ 5 ]  |
| 2022 | Mistrzostwa Afryki                               | Tunis        | srebro  | 4 × 100 m st. zmiennym | 4:00,44 | [ 5 ]  |
| 2023 | Igrzyska panarabskie                             | Oran         | złoto   | 50 m st. klasycznym    | 27,85   | [ 3 ]  |
| 2023 | Igrzyska panarabskie                             | Oran         | złoto   | 50 m st. motylkowym    | 24,04   | [ 3 ]  |
| 2023 | Igrzyska panarabskie                             | Oran         | złoto   | 100 m st. motylkowym   | 53,58   | [ 3 ]  |
| 2023 | Igrzyska panarabskie                             | Oran         | złoto   | 200 m st. motylkowym   | 1:59,38 | [ 3 ]  |
| 2023 | Igrzyska panarabskie                             | Oran         | złoto   | 200 m st. zmiennym     | 2:04,07 | [ 3 ]  |
| 2023 | Igrzyska panarabskie                             | Oran         | złoto   | 400 m st. zmiennym     | 4:25,34 | [ 3 ]  |
| 2023 | Igrzyska panarabskie                             | Oran         | złoto   | 4 × 100 m st. dowolnym | 3:27,13 | [ 3 ]  |
| 2023 | Igrzyska panarabskie                             | Oran         | złoto   | 4 × 200 m st. dowolnym | 7:41,97 | [ 3 ]  |
| 2023 | Igrzyska panarabskie                             | Oran         | złoto   | 4 × 100 m st. zmiennym | 3:45,59 | [ 3 ]  |
| 2023 | Igrzyska panarabskie                             | Oran         | złoto   | 4 × 100 m st. dowolnym | 3:37,48 | [ 3 ]  |
| 2023 | Igrzyska panarabskie                             | Oran         | złoto   | 4 × 100 m st. zmiennym | 3:59,69 | [ 3 ]  |
| 2024 | Mistrzostwa świata                               | Doha         | 37. H   | 50 m st. motylkowym    | 24,32   | [ 18 ] |
| 2024 | Mistrzostwa świata                               | Doha         | 34. H   | 100 m st. motylkowym   | 53,96   | [ 18 ] |
| 2024 | Mistrzostwa świata                               | Doha         | 11. SF  | 200 m st. zmiennym     | 2:00,11 | [ 18 ] |
| 2024 | Mistrzostwa świata                               | Doha         | 16. H   | 400 m st. zmiennym     | 4:23,66 | [ 18 ] |
| 2024 | Igrzyska afrykańskie                             | Akra         | złoto   | 50 m st. klasycznym    | 27,98   | [ 19 ] |
| 2024 | Igrzyska afrykańskie                             | Akra         | srebro  | 100 m st. klasycznym   | 1:01,93 | [ 19 ] |
| 2024 | Igrzyska afrykańskie                             | Akra         | złoto   | 200 m st. klasycznym   | 2:14,82 | [ 19 ] |
| 2024 | Igrzyska afrykańskie                             | Akra         | 7.      | 50 m st. motylkowym    | 24,96   | [ 19 ] |
| 2024 | Igrzyska afrykańskie                             | Akra         | złoto   | 200 m st. zmiennym     | 2:01,44 | [ 19 ] |
| 2024 | Igrzyska afrykańskie                             | Akra         | złoto   | 400 m st. zmiennym     | 4:24,59 | [ 19 ] |
| 2024 | Igrzyska afrykańskie                             | Akra         | 4.      | 4 × 100 m st. dowolnym | 3:26,14 | [ 19 ] |
| 2024 | Igrzyska afrykańskie                             | Akra         | brąz    | 4 × 200 m st. dowolnym | 7:48,01 | [ 19 ] |
| 2024 | Igrzyska afrykańskie                             | Akra         | brąz    | 4 × 100 m st. zmiennym | 3:45,67 | [ 19 ] |
| 2024 | Igrzyska afrykańskie                             | Akra         | brąz    | 4 × 100 m st. dowolnym | 3:40,45 | [ 19 ] |
| 2024 | Igrzyska afrykańskie                             | Akra         | brąz    | 4 × 100 m st. zmiennym | 4:03,34 | [ 19 ] |
| 2024 | Mistrzostwa Afryki                               | Luanda       | brąz    | 50 m st. klasycznym    | 28,22   | [ 20 ] |
| 2024 | Mistrzostwa Afryki                               | Luanda       | srebro  | 100 m st. klasycznym   | 1:02,63 | [ 20 ] |
| 2024 | Mistrzostwa Afryki                               | Luanda       | złoto   | 200 m st. klasycznym   | 2:15,14 | [ 20 ] |
| 2024 | Mistrzostwa Afryki                               | Luanda       | 4.      | 50 m st. motylkowym    | 24,67   | [ 20 ] |
| 2024 | Mistrzostwa Afryki                               | Luanda       | srebro  | 200 m st. motylkowym   | 2:01,68 | [ 20 ] |
| 2024 | Mistrzostwa Afryki                               | Luanda       | złoto   | 200 m st. zmiennym     | 2:02,12 | [ 20 ] |
| 2024 | Mistrzostwa Afryki                               | Luanda       | złoto   | 400 m st. zmiennym     | 4:24,17 | [ 20 ] |
| 2024 | Mistrzostwa Afryki                               | Luanda       | srebro  | 4 × 100 m st. dowolnym | 3:24,25 | [ 20 ] |
| 2024 | Mistrzostwa Afryki                               | Luanda       | srebro  | 4 × 200 m st. dowolnym | 7:41,35 | [ 20 ] |
| 2024 | Mistrzostwa Afryki                               | Luanda       | brąz    | 4 × 100 m st. zmiennym | 3:48,13 | [ 20 ] |
| 2024 | Mistrzostwa Afryki                               | Luanda       | złoto   | 4 × 100 m st. dowolnym | 3:36,92 | [ 20 ] |
| 2024 | Mistrzostwa Afryki                               | Luanda       | srebro  | 4 × 100 m st. zmiennym | 4:01,02 | [ 20 ] |
| 2024 | Igrzyska olimpijskie                             | Paryż        | 15. SF  | 200 m st. zmiennym     | 2:00,13 | [ 9 ]  |
| 2024 | Mistrzostwa świata w pływaniu (basen 25-metrowy) | Budapeszt    | DNS H   | 50 m st. klasycznym    | N/A     | [ 21 ] |
| 2024 | Mistrzostwa świata w pływaniu (basen 25-metrowy) | Budapeszt    | 28. H   | 200 m st. klasycznym   | 2:10,19 | [ 21 ] |
| 2024 | Mistrzostwa świata w pływaniu (basen 25-metrowy) | Budapeszt    | 18. H   | 100 m st. zmiennym     | 53,96   | [ 21 ] |
| 2024 | Mistrzostwa świata w pływaniu (basen 25-metrowy) | Budapeszt    | 24. H   | 200 m st. zmiennym     | 1:56,36 | [ 21 ] |
| 2024 | Mistrzostwa świata w pływaniu (basen 25-metrowy) | Budapeszt    | 22. H   | 400 m st. zmiennym     | 4:11,71 | [ 21 ] |
| 2025 | Mistrzostwa świata                               | Singapur     | DNS H   | 200 m st. klasycznym   | N/A     | [ 22 ] |
| 2025 | Mistrzostwa świata                               | Singapur     | 24. H   | 200 m st. zmiennym     | 2:00,99 | [ 22 ] |
| 2025 | Mistrzostwa świata                               | Singapur     | DNS H   | 400 m st. zmiennym     | N/A     | [ 22 ] |

## Rekordy życiowe
| Konkurencja               | Data                 | Miejsce     | Rezultat   |
| Basen 50 m                | Basen 50 m           | Basen 50 m  | Basen 50 m |
| ------------------------- | -------------------- | ----------- | ---------- |
| 50 m stylem motylkowym    | 5 kwietnia 2022      | Limoges     | 24,02      |
| 100 m stylem motylkowym   | 17 lipca 2021        | Dunkierka   | 52,08      |
| 200 m stylem motylkowym   | 7 kwietnia 2022      | Limoges     | 1:57,88    |
| 200 m stylem zmiennym     | 8 kwietnia 2022      | Limoges     | 1:58,12    |
| 400 m stylem zmiennym     | 15 czerwca 2021      | Chartres    | 4:19,02    |
| 4 × 100 m stylem zmiennym | 24 sierpnia 2022     | Tunis       | 3:42,05    |
| 4 × 100 m stylem zmiennym | 10 grudnia 2021      | Montpellier | 3:53,30    |
| Basen 25 m                |                      |             |            |
| 50 m stylem motylkowym    | 20 grudnia 2017      | Lozanna     | 24,55      |
| 100 m stylem motylkowym   | 30 listopada 2017    | Montpellier | 54,01      |
| 200 m stylem motylkowym   | 26 października 2021 | Abu Zabi    | 1:55,69    |
| 100 m stylem zmiennym     | 12 grudnia 2024      | Budapeszt   | 53,96      |
| 200 m stylem zmiennym     | 10 grudnia 2024      | Budapeszt   | 1:56,36    |
| 400 m stylem zmiennym     | 14 grudnia 2024      | Budapeszt   | 4:11,71    |
| 4 × 100 m stylem zmiennym | 17 lutego 2018       | b.d.        | 3:41,27    |

Źródło: 